# Романова, Анна Александровна
А́нна Алекса́ндровна Рома́нова (род. 9 марта 1968, Брянск) — российская легкоатлетка, специалистка по толканию ядра. Выступала за сборные команды СССР, СНГ и России в 1985—2005 годах, победительница Кубка Европы, многократная победительница и призёрка первенств всероссийского значения, участница чемпионатов мира 1993 года в Штутгарте, 1997 года в Афинах и 1999 года в Севилье. Представляла Брянскую область. Мастер спорта России международного класса.

## Биография
Анна Романова родилась 9 марта 1968 года в Брянске. Начала заниматься лёгкой атлетикой в 1982 году, проходила подготовку под руководством тренера О. О. Митичева.
Впервые заявила о себе на международном уровне в сезоне 1985 года, когда вошла в состав советской сборной и выступила на юниорском европейском первенстве в Котбусе, где в зачёте толкания ядра стала шестой.
В 1986 году на впервые проводившемся юниорском мировом первенстве в Афинах показала в той же дисциплине четвёртый результат.
В 1992 году одержала победу на зимних чемпионате России в Волгограде и чемпионате СНГ в Москве. В составе Объединённой команды, собранной из спортсменов бывших советских республик, принимала участие в чемпионате Европы в помещении в Генуе, где заняла пятое место.
В 1993 году получила серебро на зимнем чемпионате России в Москве, в составе российской сборной стала пятой на чемпионате мира в помещении в Торонто. Позднее победила на Кубке Европы в Риме, на летнем чемпионате России в Москве, выступила на чемпионате мира в Штутгарте.
В 1994 году была второй на зимнем чемпионате России в Липецке, четвёртой на чемпионате Европы в помещении в Париже. Летом стала серебряной призёркой на чемпионате России в Санкт-Петербурге, показала четвёртый результат на Играх доброй воли в Санкт-Петербурге, восьмой результат на чемпионате Европы в Хельсинки.
В 1995 году стала второй на зимнем чемпионате России в Волгограде (после допинговой дисквалификации Ларисы Пелешенко поднялась в итоговом протоколе на первую позицию).
На чемпионате России 1996 года в Санкт-Петербурге взяла бронзу.
В 1997 году на чемпионате России в Туле завоевала серебряную награду. Принимала участие в чемпионате мира в Афинах.
На чемпионате России 1998 года в Москве вновь стала второй.
В 1999 году была третьей на зимнем чемпионате России в Москве и второй на летнем чемпионате России в Туле, участвовала в чемпионате мира в Севилье.
В 2000 году выиграла бронзовую медаль на зимнем чемпионате России в Волгограде.
В 2002 году вновь стала бронзовой призёркой на зимнем чемпионате России в Волгограде.
В 2003 году на Европейском вызове по зимним метаниям в Джоя-Тауро завоевала серебряную награду в личном зачёте толкания ядра и тем самым помогла соотечественницам выиграть женский командный зачёт.
Завершила спортивную карьеру по окончании сезона 2005 года.
За выдающиеся спортивные достижения удостоена почётного звания «Мастер спорта России международного класса».